# SN 2010ld
SN 2010ld – supernowa typu Ia odkryta 3 listopada 2010 roku w galaktyce A090403+0905. W momencie odkrycia miała maksymalną jasność 18,60m.